# 나는 돈가스가 싫어요
《나는 돈가스가 싫어요》는 2024년 7월 5일부터 2024년 7월 6일까지 방송된 MBC 금토 드라마다.

## 기획의도
마을 카사노바 견의 중성화 수술을 앞장섰던 이장이 인생 최대의 위기를 맞이하며 그려지는 좌충우돌 휴먼 코미디 드라마

## 제작진

### 연출
- 김영재

### 극본
- 노예리

## 등장 인물
- (†) 표시는 드라마 상에서 최종적으로 사망한 인물이다.

### 주요 인물
- 정상훈 : 정자왕 역 - 내가 백구여? 백구도 안 묶는걸 왜 내가 혀? 왜 내 씨를 말리려고 햐?!!!!

옹화마을의 이장, 신애의 남편. 일호&이호&세호의 아버지. 덕삼의 친구.
- 전혜빈 : 임신애 역 - 누가 명품백 사달래유? 다이아반지 달라냐구유... 그냥 쫌 묶으라고유!!!

이장의 부인, 일호&이호&세호의 어머니.
- 이중옥 : 덕삼 역 - 왜.. 뭔일인디.. 나한테만 얘기혀 봐. 내 입 무거운 거 알잖여?

이장의 죽마고우, 아름의 아버지.

### 춘심네
- 김영옥 : 춘심 역 - 말 못하는 짐승에게 몹쓸 짓 하면 천벌 받는구먼!!

복철의 친할머니
- 조단 : 복철 역 - 지가 해보니깨... 사람이 할 짓이 아니더라구유.

춘심의 친손자
- 라이 : 백구 역 - 옹화마을 카사노바견, 동네 개들의 사랑을 한 몸에 받고 있다.

### 이장네
- 안석현 : 정일호 역 - 이장의 장남으로 집안 대소사와 관련된 건의를 잘한다. 계속 태어나는 동생들로 인해 육아 스트레스를 받고 있다.
- 조윤우 : 정이호 역 - 형과 동생 사이에 끼여 늘 불만이 많다. 아빠인 이장에게도 할 말은 하고야 만다.
- 류성환 : 정세호 역 - 삼형제 중 나이는 가장 어리지만 셈과 눈치가 빠르다. 애어른처럼 얘기하지만, 밤에 잠이 안 오면 아빠 품에서 잠드는 영락없는 막내다.

### 덕삼네
- 이아린 : 아름 역 - 덕삼의 자랑, 덕삼에게서 어떻게 이런 딸이 나왔나 싶을 정도로 똑부러지고 예쁘다.

### 마을 사람들
- 김미화 : 동철네 역 - 농담하는 걸 좋아하는 옹화마을 분위기 메이커이다.
- 박경혜 : 정자 역 - 내일모레 40이지만 옹화마을에서 제일 어려 마을 사람들이 귀여워 한다.
- 김수진 : 미숙 역 - 서울에서 살다가 남편 현철을 따라 옹화마을까지 왔다, 난임으로 아이를 가지지 못해 강아지 샤론이를 자식처럼 생각한다.
- 이지훈 : 현철 역 - 미숙의 남편이자 비뇨기과 의사, 감정변화가 크지 않다.

## 시청률
최저 시청률과 최고 시청률은 시청률 조사회사와 지역별로 시청률에 차이가 있을 수 있습니다.
| 회차  | 제목                                   | 방송일         | 닐슨 전국 시청률 | 닐슨 전국 시청률 | 닐슨 수도권 시청률 | 닐슨 수도권 시청률 |
| 회차  | 제목                                   | 방송일         | 가구시청률       | 시청자수         | 가구시청률         | 시청자수           |
| ----- | -------------------------------------- | -------------- | ---------------- | ---------------- | ------------------ | ------------------ |
| 제1회 | 묶든가, 갈라서든가. 결정하라고!        | 2024년 7월 5일 | 3.4%             | 0.595            | 3.6%               | 0.395              |
| 제2회 | 백구를 찾는 사람이 차기 이장이 되는겨! | 2024년 7월 6일 | 3.3%             | 0.581            | 3.2%               | 0.401              |

## 참고 사항
- 〈팬레터를 보내주세요〉 이후 1년 8개월 만에 방영되는 MBC 단막극이다.

## 같이 보기
- 대한민국의 텔레비전 드라마 목록 (ㄴ)
- 2024년 대한민국의 텔레비전 드라마 목록